# Liste der St.-Florian-Darstellungen im Bezirk Hollabrunn
An zahlreichen Standorten gibt es St.-Florian-Darstellungen im niederösterreichischen Bezirk Hollabrunn.
Ab dem 8. Jahrhundert galt der Heilige den Bewohnern des Gebiets an der Enns vor allem als Schutzpatron gegen feindliche Angriffe aus dem Osten und auch für Bevölkerung Polens war er Schutzheiliger gegen Preußen und Ruthenen. Als Schutzpatron gegen Brände löste er ab dem 13. Jahrhundert den heiligen Florinus und den Märtyrer Laurentius ab.
Der Kult um den heiligen Florian wurde bis zum 15. Jahrhundert vor allem von Mönchen getragen. Während der Barockzeit nahm sich auch die Kunst des Heiligen an, wovon zahlreiche Darstellungen zeugen.
Der im frühen Mittelalter heiliggesprochene Florian ist Schutzpatron von Polen, Oberösterreich und Linz und gilt für viele Berufsstände in Österreich ebenfalls als Schutzpatron, so etwa für die Feuerwehr, die Bäcker, Rauchfangkehrer oder Bierbrauer.

## Standorte
| Koordinate | Standort                  | Ident-Nr. beim BDA | Objekt | Bild |
| ---------- | ------------------------- | ------------------ | --- | ---- |
| Standort   | Braunsdorf                | 9903               | Bildstock auf dem Anger um 1800 mit Kartusche und Relief des Hl. Florian. Kriegerdenkmal                                                               |      |
|            | Breitenwaida              |                    | Darstellung des heiligen Florian auf dem Spritzenhaus von Breitenwaida                                                                                 |      |
| Standort   | Breitenwaida              |                    | Darstellung des heiligen Florian auf einem Glasfenster in der denkmalgeschützten Kirche von Breitenwaida                                               |      |
| Standort   | Eggendorf am Walde        |                    | Darstellung des hl. Florian an der Fassade des Zeughauses der FF Eggendorf am Walde, Gemeinde Maissau                                                  |      |
| Standort   | Fahndorf                  | 22526              | Auf rundem Volutenpostament steht die Figur des Heiligen. Im Sockel bezeichnet mit 1801.                                                               |      |
|            | Felling                   |                    | In der Pfarrkirche von Felling befindet sich diese Statue des Heiligen.                                                                                |      |
| Standort   | Frauendorf                | 12825              | Im westlichen Ortsteil vor dem Haus Nr. 31 befindet sich der 1783 errichtete Bildstock.                                                                |      |
| Standort   | Furth                     |                    | Darstellung des heiligen Florian auf der denkmalgeschützten Rebensäule bei der Ortskapelle.                                                            |      |
| Standort   | Gettsdorf                 | 22515              | Aus der 2. Hälfte des 18. Jhd. stammt die Statue des hl. Florian neben der Pfarrkirche.                                                                |      |
| Standort   | Glaubendorf               | 12297              | Neben der Kirche steht die 1780 errichtete Figur des hl. Florian.                                                                                      |      |
| Standort   | Göllersdorf               | 11808              | Die mit 1803 bezeichnete Statue des hl. Florian steht auf einem Volutensockel.                                                                         |      |
| Standort   | Groß                      |                    | Bild des heiligen Florian am Feuerwehrhaus der Freiwilligen Feuerwehr Groß                                                                             |      |
| Standort   | Großmeiseldorf            | 22503              | Auf einem mit 1636 bezeichneten Pfeiler steht die Figur des hl. Florian in der Dorfstraße gegenüber Nr. 59.                                            |      |
| Standort   | Großweikersdorf           | 23695              | Auf einem Postament mit dem Relief des Marktwappens steht die 1730 entstandene Figur des hl. Florian.                                                  |      |
| Standort   | Pleißing                  | 12022              | Die Statue des heiligen Florian steht auf einem Volutenpostament vor dem Friedhof von Pleissing und stammt aus der zweiten Hälfte des 19. Jahrhunderts |      |
|            | Porrau                    |                    | Darstellung des hl. Florian vor dem Spritzenhaus der FF Porrau                                                                                         |      |
| Standort   | Pulkau                    |                    | Darstellung des hl. Florian an der Fassade des Feuerwehrhauses in Pulkau.                                                                              |      |
| Standort   | Rafing                    |                    | Statuette in einer Nische an der Fassade des Feuerwehrhauses in Rafing.                                                                                |      |
| Standort   | Retz                      |                    | Die Statue des heiligen Florian im Giebel des Florianibrunnens in Retz stiftete 1768 der Gerbermeister Peter Hinnen.                                   |      |
| Standort   | Sitzendorf an der Schmida | 12841              | An der L49 (Straße nach Goggendorf) befindet sich die Statue aus dem Jahr 1737.                                                                        |      |
| Standort   | Unterdürnbach             |                    | An der Fassade des Zeughauses befindet sich diese Darstellung des hl Florian.                                                                          |      |
|            | Untergrub                 |                    | Figur des hl. Florian in einem Bildstock in Untergrub                                                                                                  |      |
| Standort   | Viendorf                  |                    | Comicartige Darstellung des Heiligen auf dem Spritzenhaus von Viendorf                                                                                 |      |
| Standort   | Viendorf                  |                    | Statue des Heiligen in Viendorf |      |
| Standort   | Ziersdorf                 | 1912               | Vor der Apsis der Pfarrkirche steht die Figur des hl. Florian in barockem Stil.                                                                        |      |